# Rockwood (Wirginia)
Rockwood – jednostka osadnicza w Stanach Zjednoczonych, w stanie Wirginia, w hrabstwie Chesterfield.